# Iglesia de Santiago El Viejo
La iglesia de Santiago El Viejo, en ocasiones también como Santiago de Los Caballeros y como Santiago de Las Eras, es un templo de estilo románico de la ciudad de Zamora, comunidad autónoma de Castilla y León, España.
Está situada en la vereda del arroyo de Valorio, en la margen derecha del río Duero, fuera de la muralla y frente al castillo de Zamora, en una zona próxima al barrio de Olivares. Es de pequeña dimensión, quizás el más pequeño de los templos románicos de la ciudad de Zamora, y está adscrito a la parroquia de San Claudio de Olivares bajo la advocación de Santiago. No está documentada la fecha de su fundación, existiendo una primera referencia que ya sitúa su existencia en el 1168, aunque su construcción debió ser de al menos un siglo antes, seguramente de finales del siglo X o comienzos del XI.
Fue declarada Bien de Interés Cultural, con categoría de monumento, por Decreto de 3 de junio de 1931.

## Ubicación y denominación
Situada extramuros de la ciudad de Zamora, cerca del barrio de Olivares y en frente del castillo de Zamora. Perteneció a los capellanes del número del cabildo catedralicio, que la abrían en la fiesta de su titular, Santiago el Mayor, celebrado el 25 de julio con una pequeña romería.
Recibe la denominación de Santiago de los Caballeros por asegurarse que en ella, tras velar sus armas, fue armado caballero el Cid Campeador por el rey Fernando I. Así, en el Romancero se dice:

Afuera, afuera, Rodrigo,

el soberbio castellano

acordásete debría

de aquel buen tiempo pasado

cuando fuiste caballero

en el altar de Santiago,

cuando el rey fue tu padrino,

tú, Rodrigo, el ahijado;

…

## Descripción

### Planta
Su planta es rectangular muy pronunciada, estilo románico del siglo XI de una sola nave (8) de dos tramos, con ábside (3) de cabecera semicircular y tramo recto de presbiterio con contrafuertes exteriores. Dispone de una sencilla portada en la fachada sur (2) por donde se efectúa el acceso al templo.

Realizada con arenisca local en sillares irregulares y mampostería, presenta la orientación litúrgica habitual.

El templo fue restaurado en el siglo XX.

### Marcas de cantero
Se han identificado 74 signos de 12 tipos diferentes, con predominio de diseño sencillo de 2 a 4 trazos con predominio de trazo recto muy grande y perfil normal.

Su distribución por zonas puede verse en el informe ‘Distribución’.

En el informe 'signos rectores', se aprecia que hay 1 logia de canteros que trabajaron en la fachada este.

El resto de signos pueden agruparse en:

- ‘Comunes o de ejecución’: Aspa, Posición de sillar, etc., habituales en todos los edificios.
 
- ‘Ideogramas’, con significado simbólico religioso de protección del templo y de devotos.
La tipología, morfología y complejidad, 2 a 4 trazos, de las marcas son típicas de una etapa constructiva de románico del siglo XI, ver informe "Etapas históricas".

La densidad gliptográfica, 4.1 %, es baja comparada con otras construcciones similares de la zona.

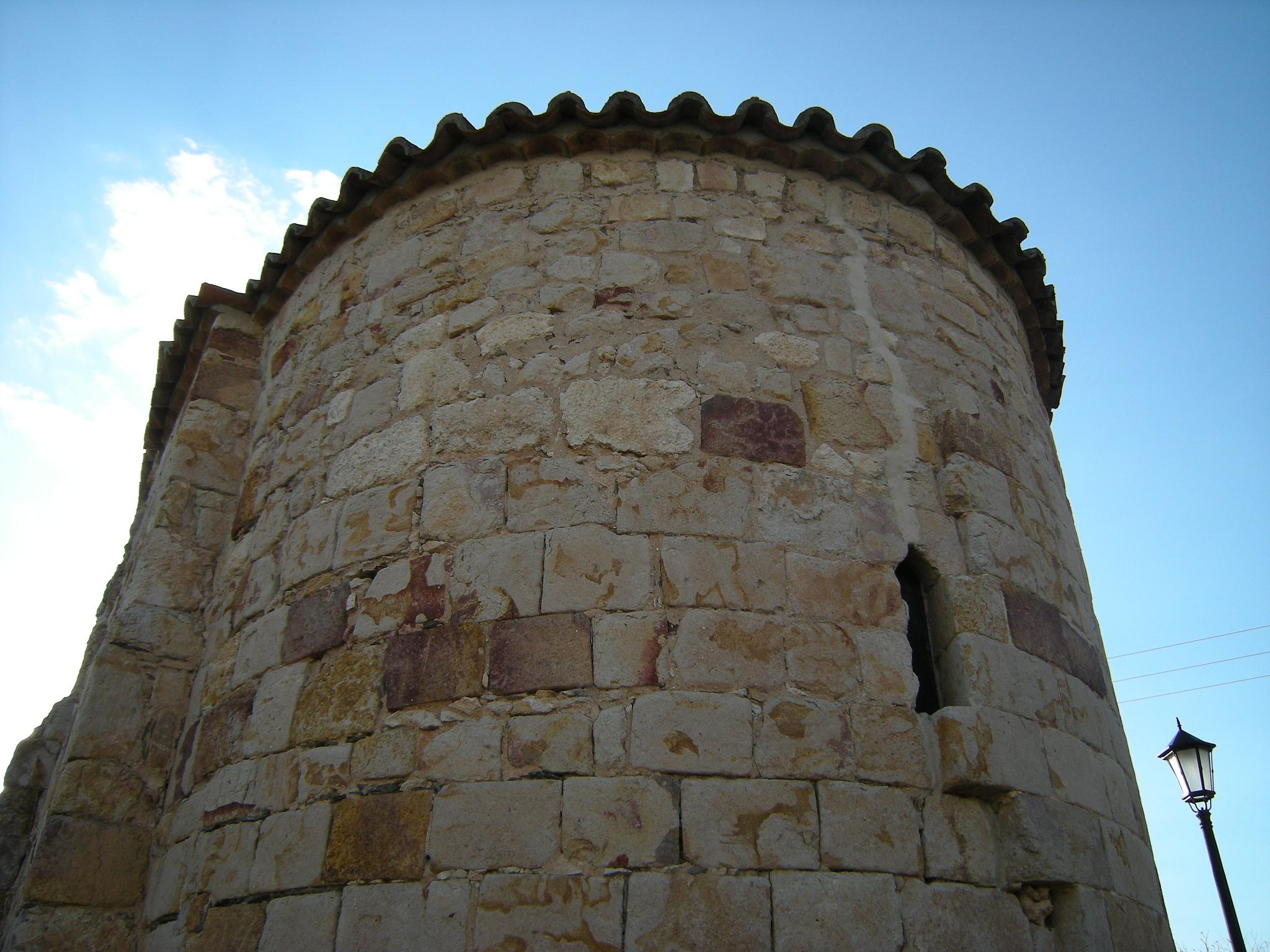
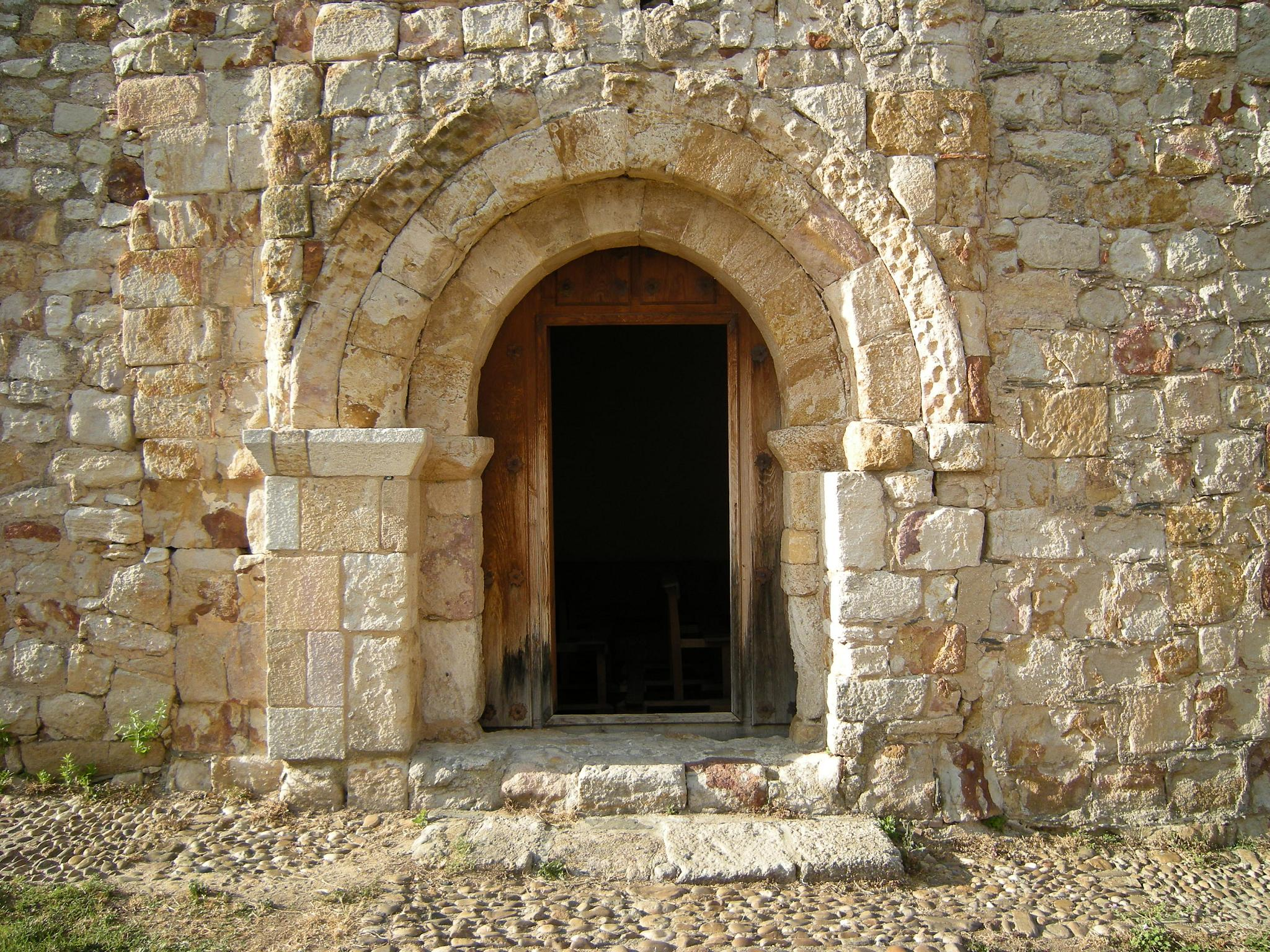
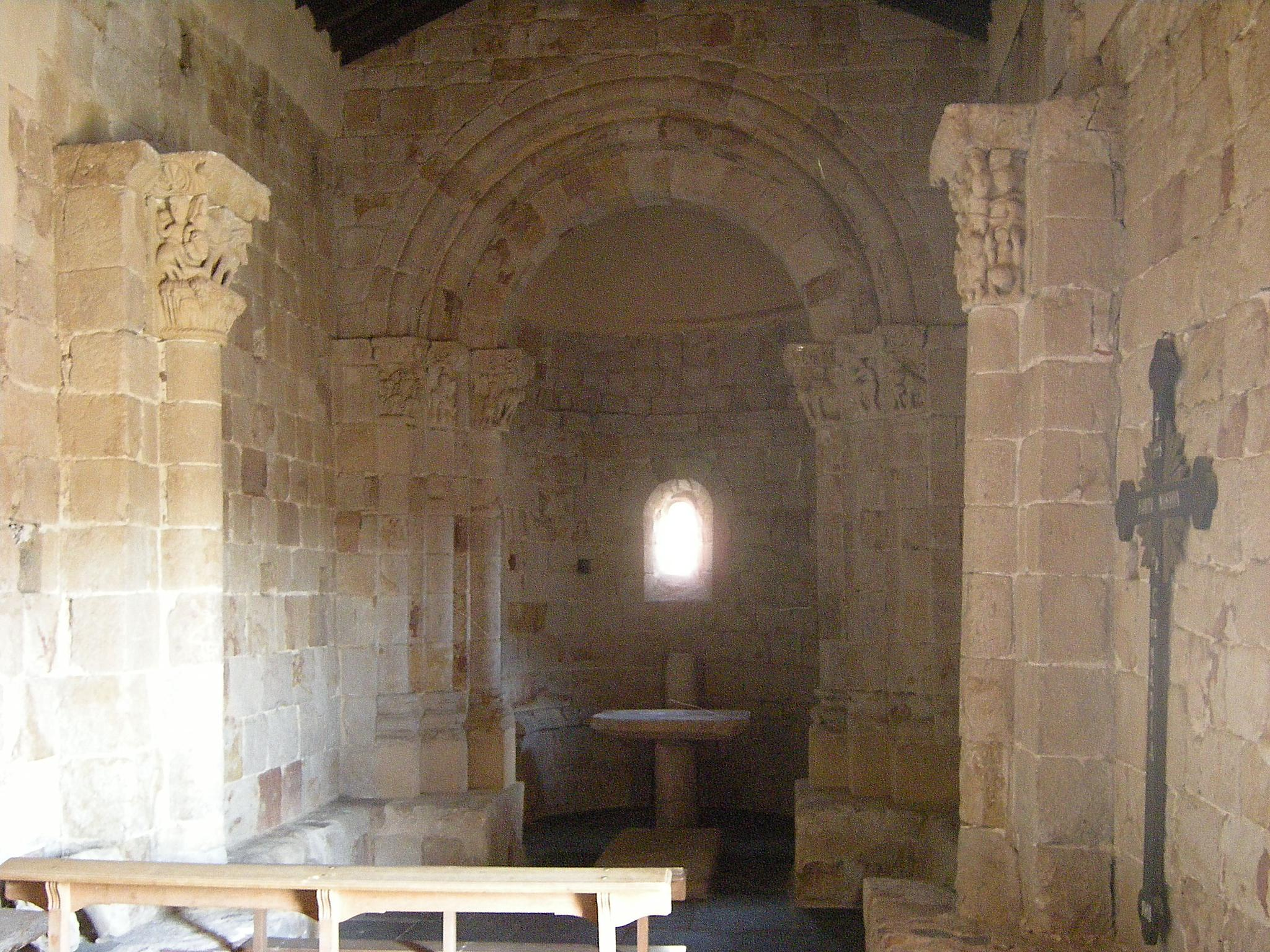
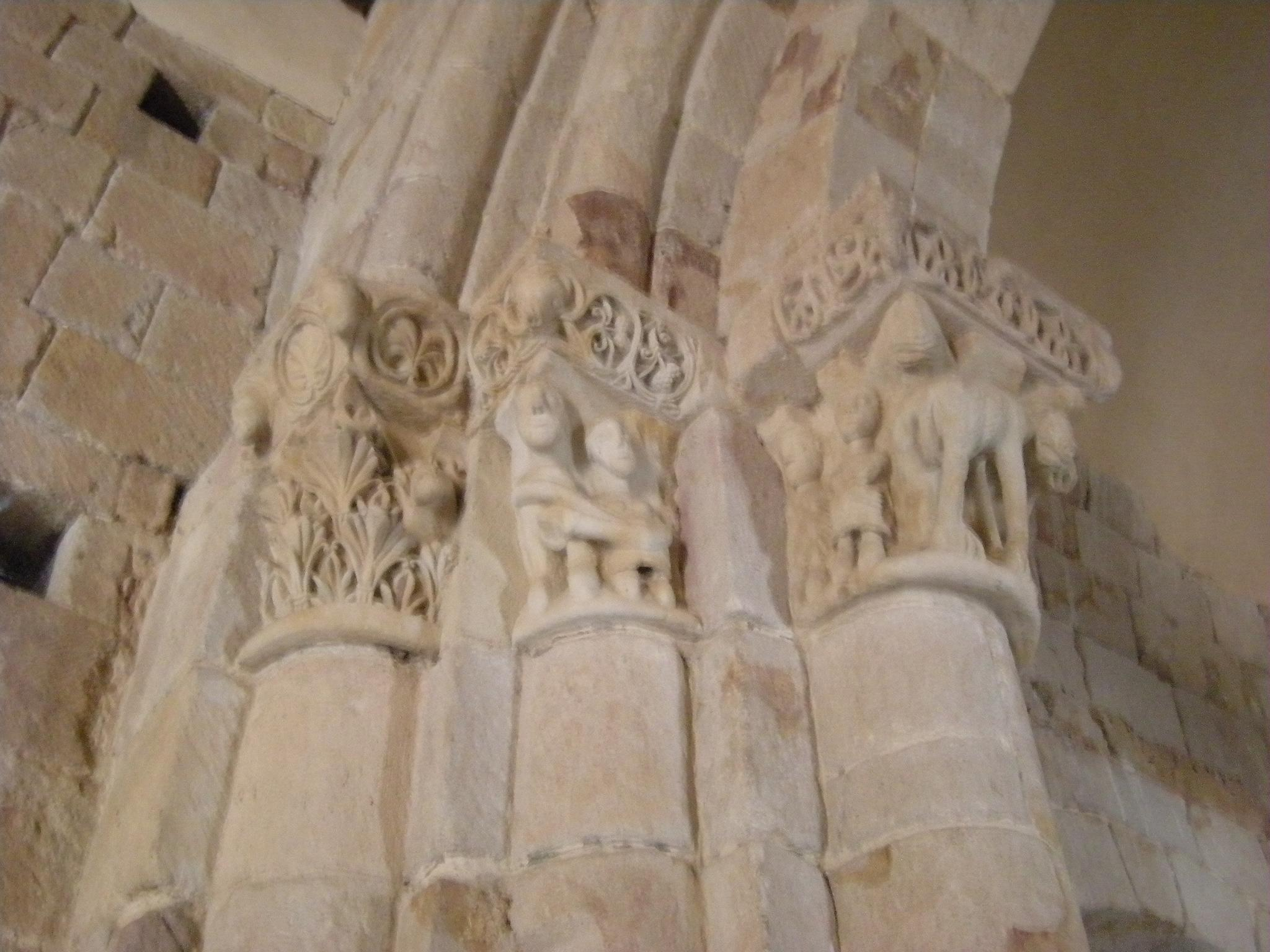
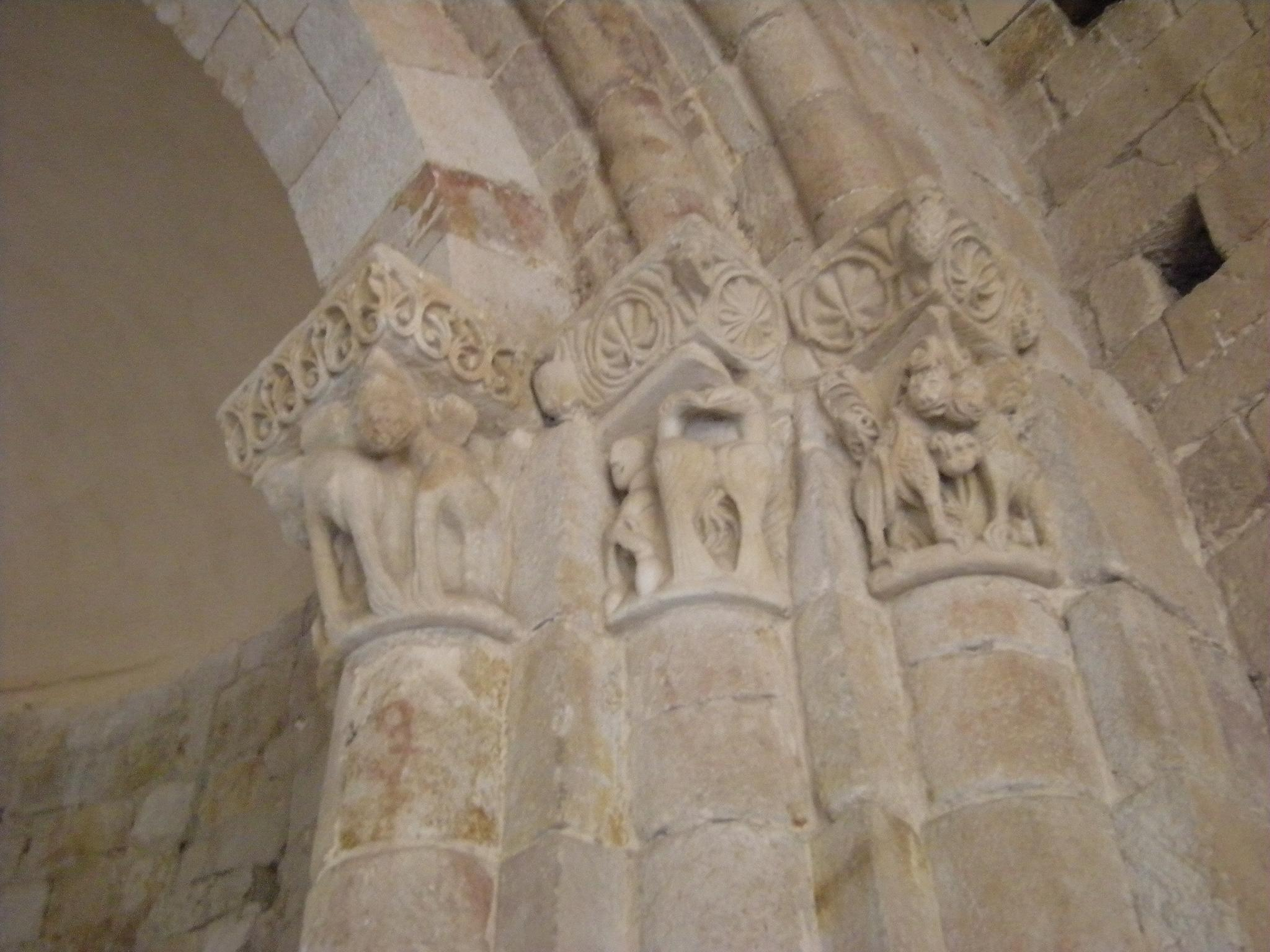
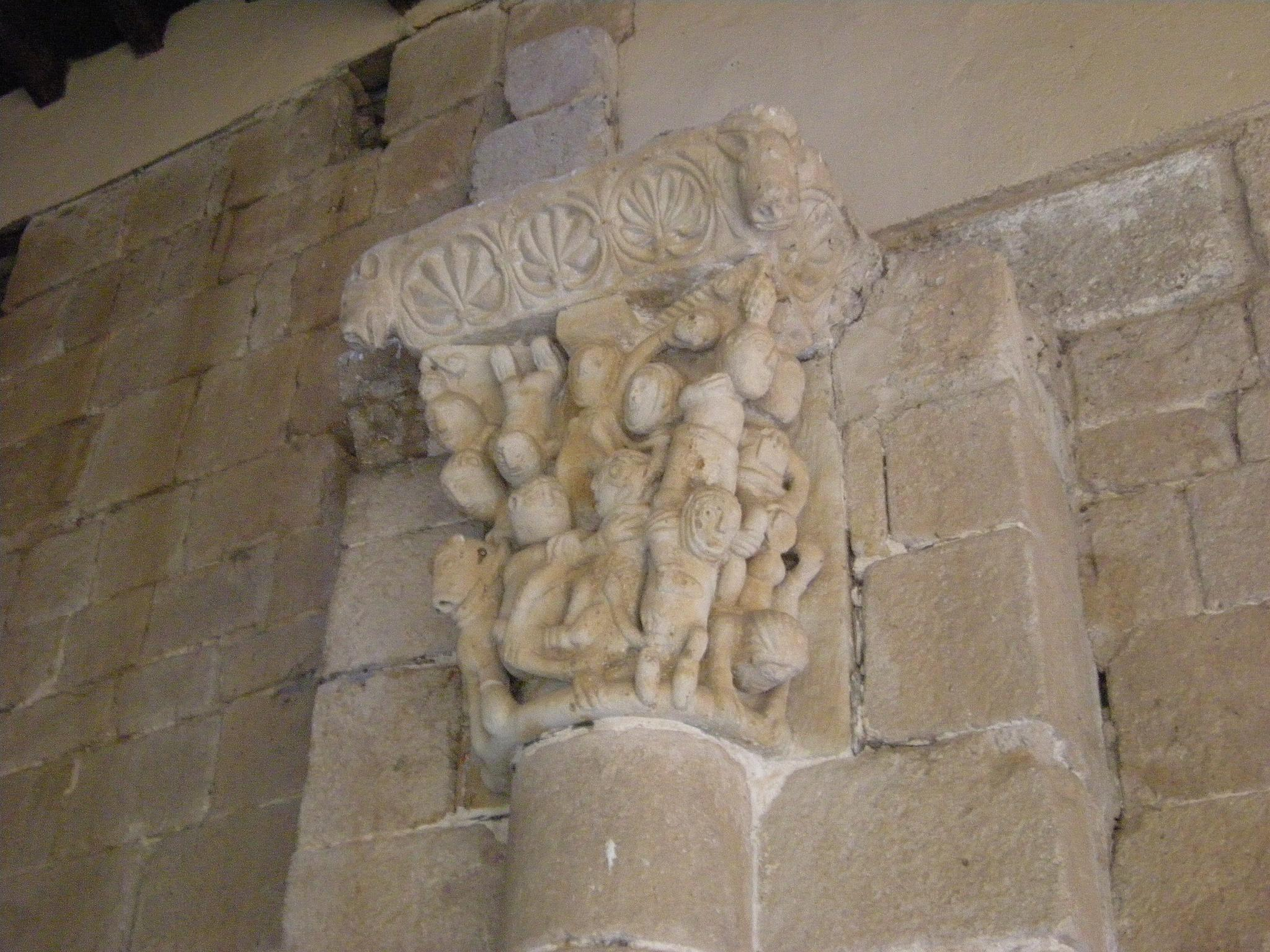